# 坂井時忠
坂井 時忠（さかい ときただ、1911年9月18日 - 1990年1月19日）は、昭和時代後期日本の政治家。内務省および警察庁の官僚を経て、兵庫県知事を4期16年にわたって務めた。

## 経歴
1911年（明治44年）、佐賀市で生まれる。祖父は佐賀蓮池藩の御典医であった。旧制佐賀高等学校文科乙類を経て東京帝国大学法学部を卒業し、1935年（昭和10年）に内務省へ入省。兵庫県庁へ出向し、地方課長および農政課長を務めた。
戦後は兵庫県警察本部長、警察庁長官官房長、警察庁警務局長、近畿管区警察局長などを経て、阪神高速道路公団の理事となった。1963年（昭和38年）、坂井と同様に元内務・警察官僚であった時の兵庫県知事・金井元彦に迎えられて副知事に就任する。1970年（昭和45年）に金井の後継指名を受けて自民党・民社党推薦で知事選に出馬し、初当選した。
前任者の金井が「生活の科学化」を掲げたのに対して坂井は「モノから心の県政」を掲げ、大気汚染や地盤沈下が表面化していた尼崎市東南部の公害被害救済地域指定やこの時期に深刻化していた瀬戸内海の赤潮問題対策を協議するため瀬戸内海環境保全知事・市長会議を発足させるなどの環境政策を重点的に取り組んだ。また、1974年（昭和49年）には都道府県レベルでは全国初となる消費者保護条例を制定している。
1974年11月、養父郡（現在の養父市）八鹿町で八鹿高校事件が発生して世間の耳目を集めた。事件当時、警察庁警備局警備課長の職に在った佐々淳行によれば坂井は部落解放同盟の確認・糾弾路線に対して傍観を決め込んでいた警察の方針に不満を持ち「積極介入すべき」との立場であったとされるが、逆に保守系首長として革新自治体の伸長に危機感を抱く立場から、社会党の主要な支持組織であった部落解放同盟とこの時期から部落解放同盟への批判を強めていた共産党の衝突で革新勢力が疲弊することに期待して事件に傍観を決め込んでいたのではないかとする見方も為されている。坂井が特に革新自治体への対抗意識を前面に押し出して臨んだのは1978年（昭和53年）に行われた尼崎市長選挙で、1966年（昭和41年）から革新系市長として3期務めた篠田隆義の対抗馬に元兵庫県警本部長・近畿管区警察局長の海江田鶴造を立て、積極的に支援した。しかし、坂井が尼崎と特に地縁の無い「落下傘候補」として海江田を強引に擁立したことは地元の一部保守層から反発を招き、篠田の後継で出馬した野草平十郎に敗北を喫している。
また、在任中に生活科学研究所、兵庫県立尼崎青少年創造劇場（ピッコロシアター）、兵庫県立こども病院、兵庫県立姫路循環器病センターなどを設立した。前任の金井と2代前の阪本勝は共に2期で知事を退いたのに対して坂井は「3選タブー」を破る形で1978年（昭和53年）の知事選に過去2回からの自民・民社に公明党と社民連の推薦も加える盤石の体制を整えて当選し、最終的に連続4期16年を務め上げた。引退間際の4期目には、明石海峡大橋の着工を実現している。
1986年（昭和61年）の知事選を前に引退を表明し、前2代の知事と同様に副知事からの抜擢で坂井と同郷（佐賀県出身）の貝原俊民を後継に指名した。貝原県政下では県名誉顧問に就任し、11月3日に勲一等瑞宝章を受章。1990年（平成2年）1月19日、呼吸不全のため逝去。享年80（78歳没）。

## 文化・福祉面での活動
4期目の1985年（昭和60年）10月から亡くなるまで、兵庫県芸術文化協会の会長を務めた。童謡の「赤とんぼ」を好むなど特に音楽分野への関心が強く、没後に記念像を制作した際の県民からの募金残額の約1000万円に遺産からの寄付1000万円分を合わせて基金とし「坂井時忠音楽賞」が設けられた。この賞は県内の新進音楽家を対象にしており、年2件を対象に賞金50万円が贈られている。
また、1995年（平成7年）10月1日には、遺族から寄贈された宍粟郡波賀町（現在の宍粟市）の約5600平方メートルの土地に、知的障害者のための支援施設「しそう自立の家」が開設された。

## 著作
- まな板のうた（のじぎく文庫、1970年）
- 緑の回廊 兵庫改創論（のじぎく文庫、1973年）
- 知事さんこちら 手の鳴る方へ（21世紀ひようご創造協会、1980年）
- 南十字星輝くオセアニアからの手紙（21世紀ひようご創造協会、1981年）